# Аббатство Мариенштерн
Аббатство Мариенштерн (нем. Kloster Marienstern, ранее Kloster Güldenstern; рус. монастырь Звезда Марии, ранее Золотая звезда) — бывший цистерцианский монастырь в городе Мюльберг (Эльба) в немецкой федеральной земле Бранденбург. С 2000 года небольшая община кларетинов пытается возобновить здесь монашеское общежитие, прерванное в 1539 году.

## История
Аббатство было основано в 1228 году братьями Отто и Бодо из Айленбурга. Генрих III сделал денежный подарок церкви на новый фундамент, а также дал согласие на преобразование бывшей приходской церкви города Мюльберг в монастырь.
Во время Реформации в 1539 году монастырь был секуляризован.

## Здание
Однонефная церковь выполнена в виде кирпичной готики с элементами романской архитектуры. В 1565 году, после нескольких пожаров, монастырь был восстановлен как приходская церковь старого города Мюльберга. В 1717 году аббатство было перестроено в особняк после того как курфюрст Саксонии продал приход знати. Трапезная была изменена для сельскохозяйственных целей в 1820 году. В 1992 году при поддержки Немецкого Фонда охраны исторических памятников были проведены работы по восстановлению монастырской церкви и трапезной. Во время сильного шторма 24 мая 2010 года башня монастырской церкви была разрушена.

## Галерея

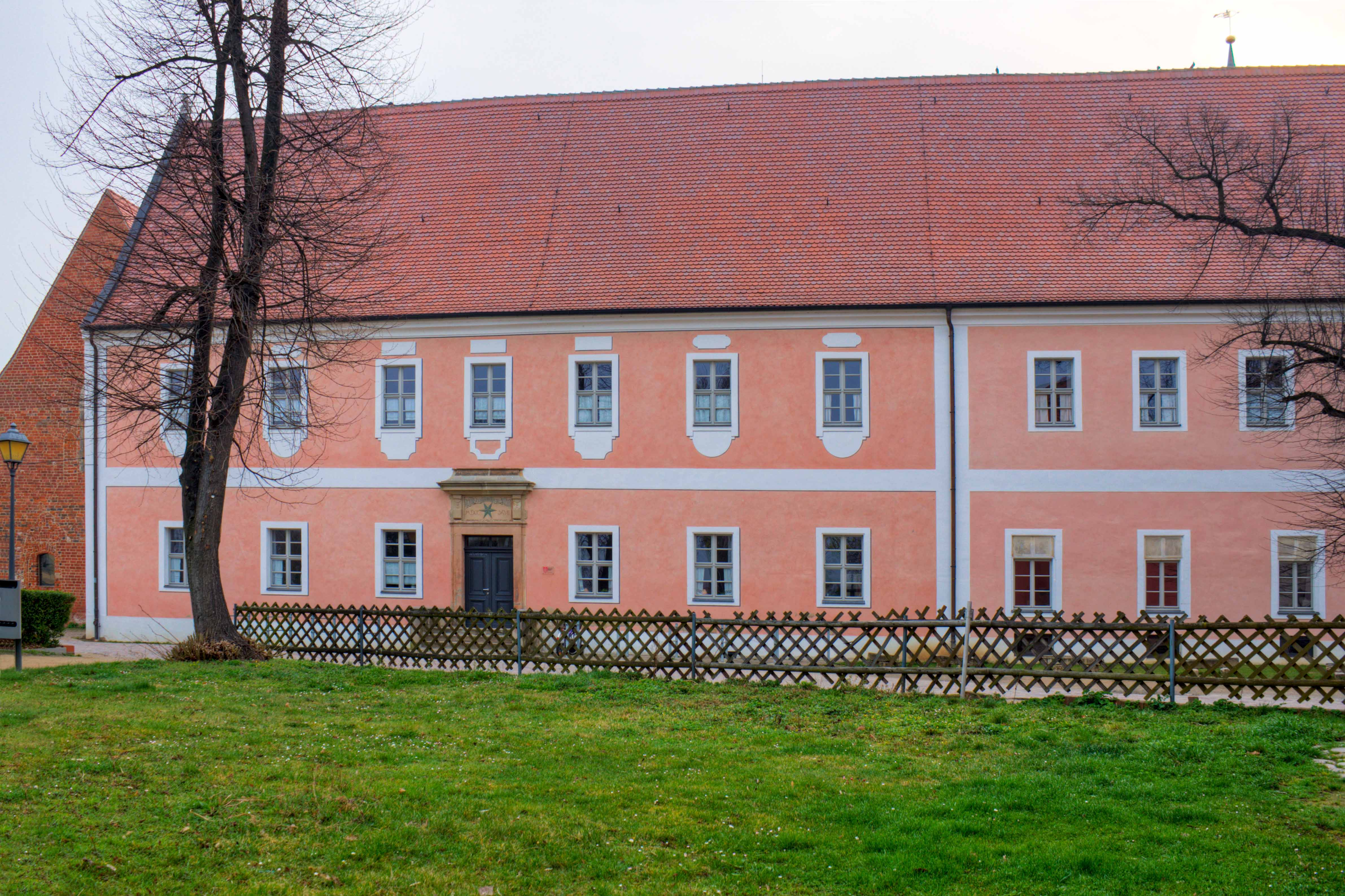
Здание аббатства
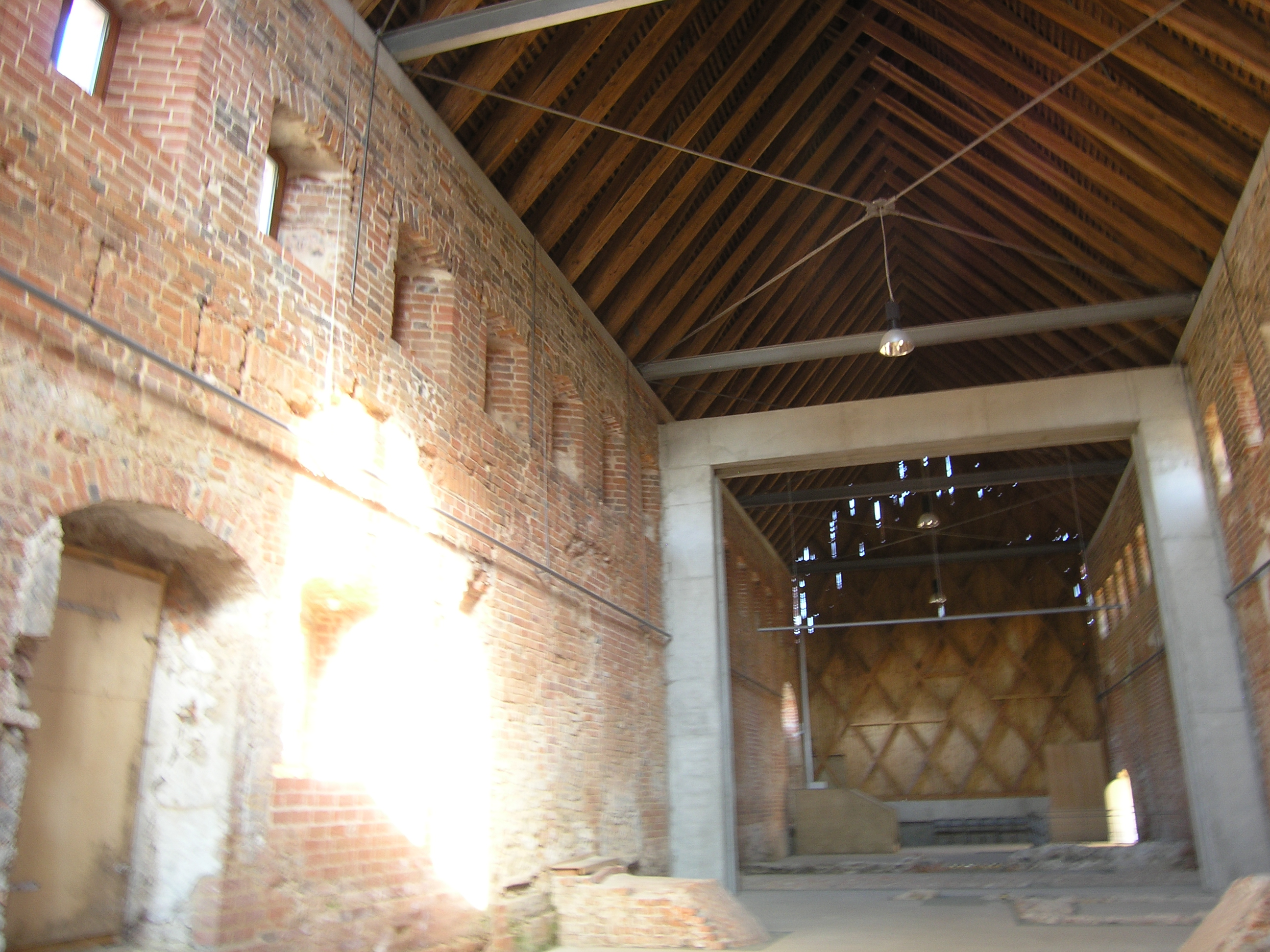
Бывшая трапезная
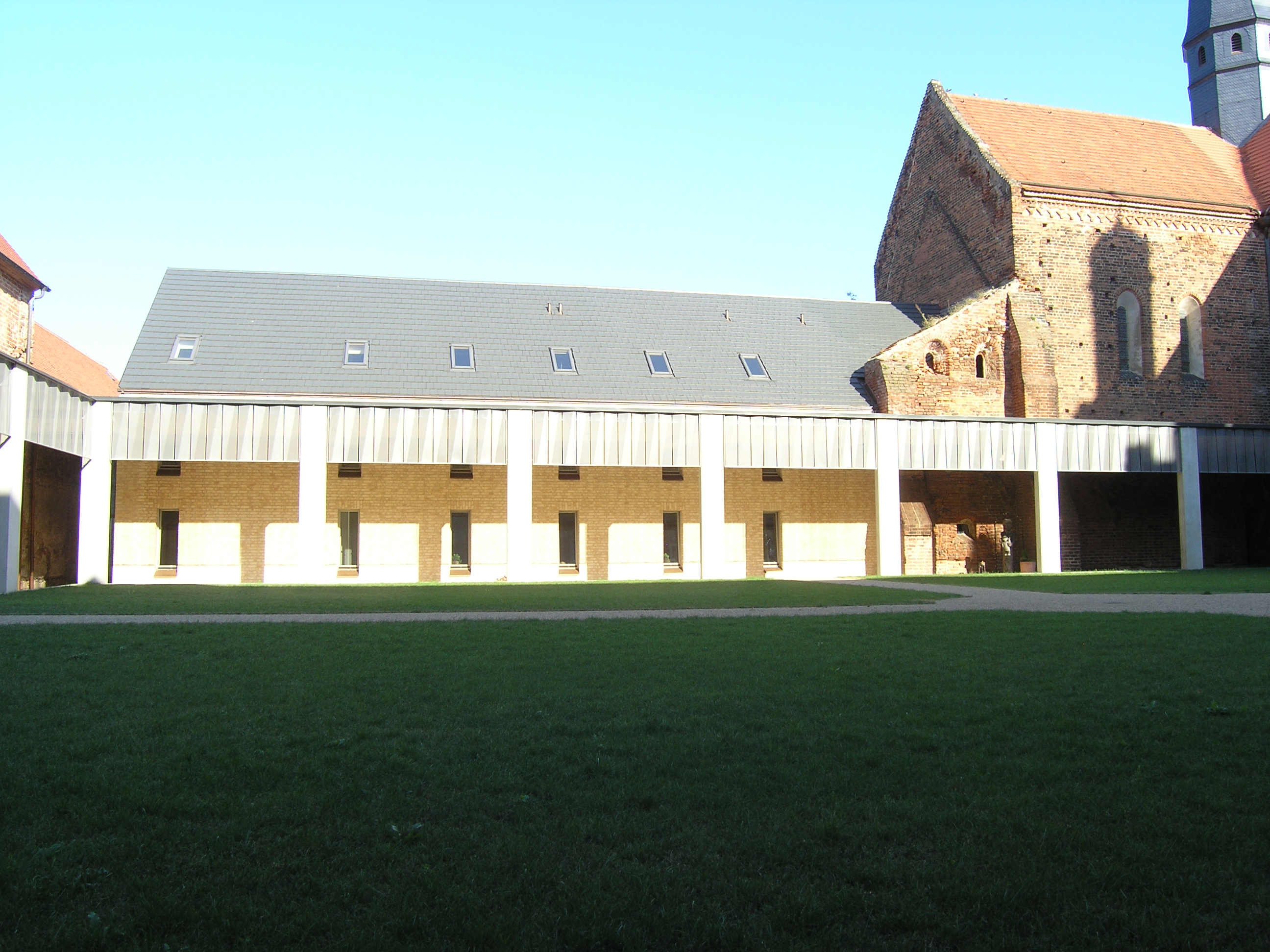
Новый дормиторий
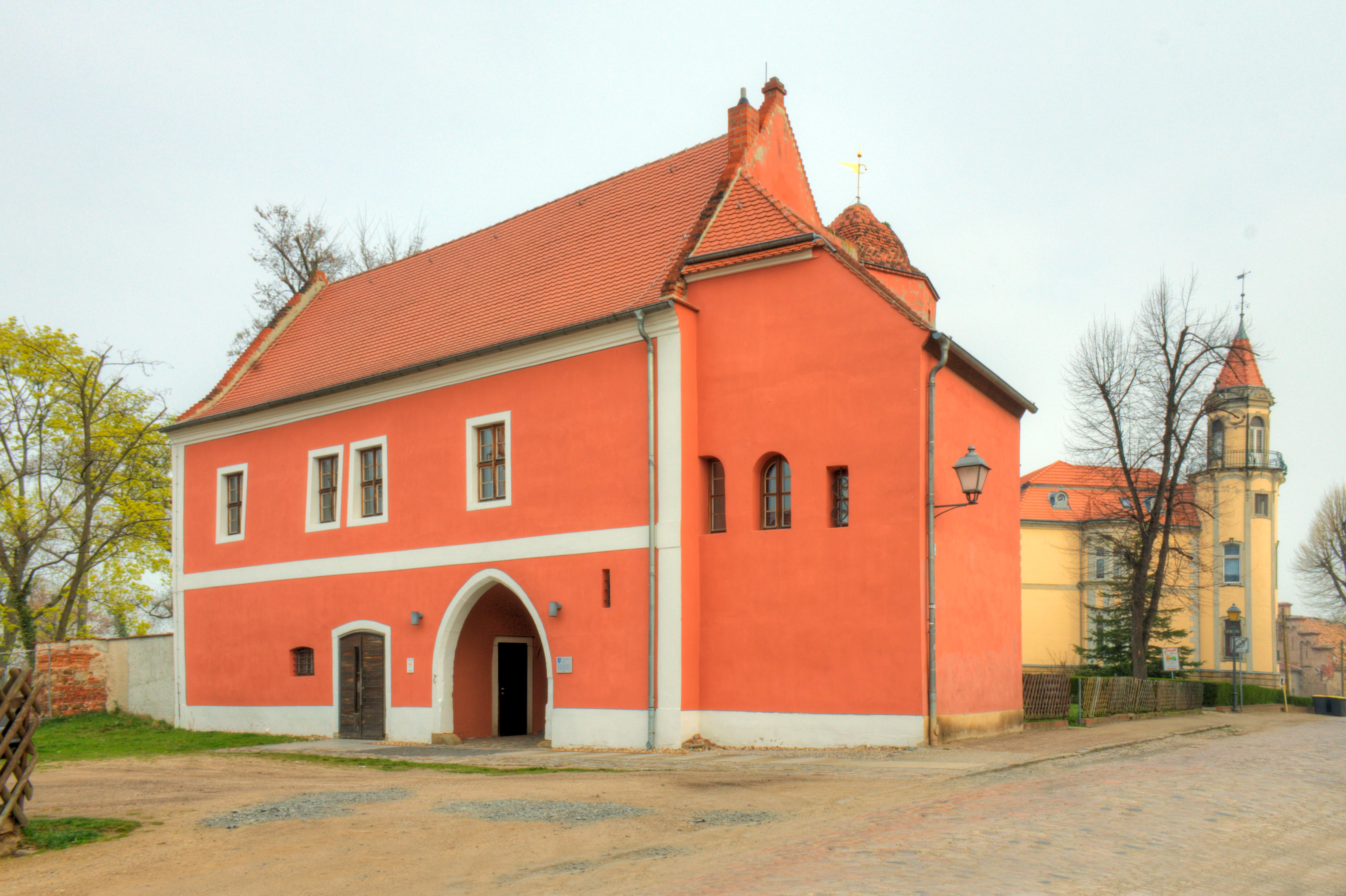
Монастырская гостиница
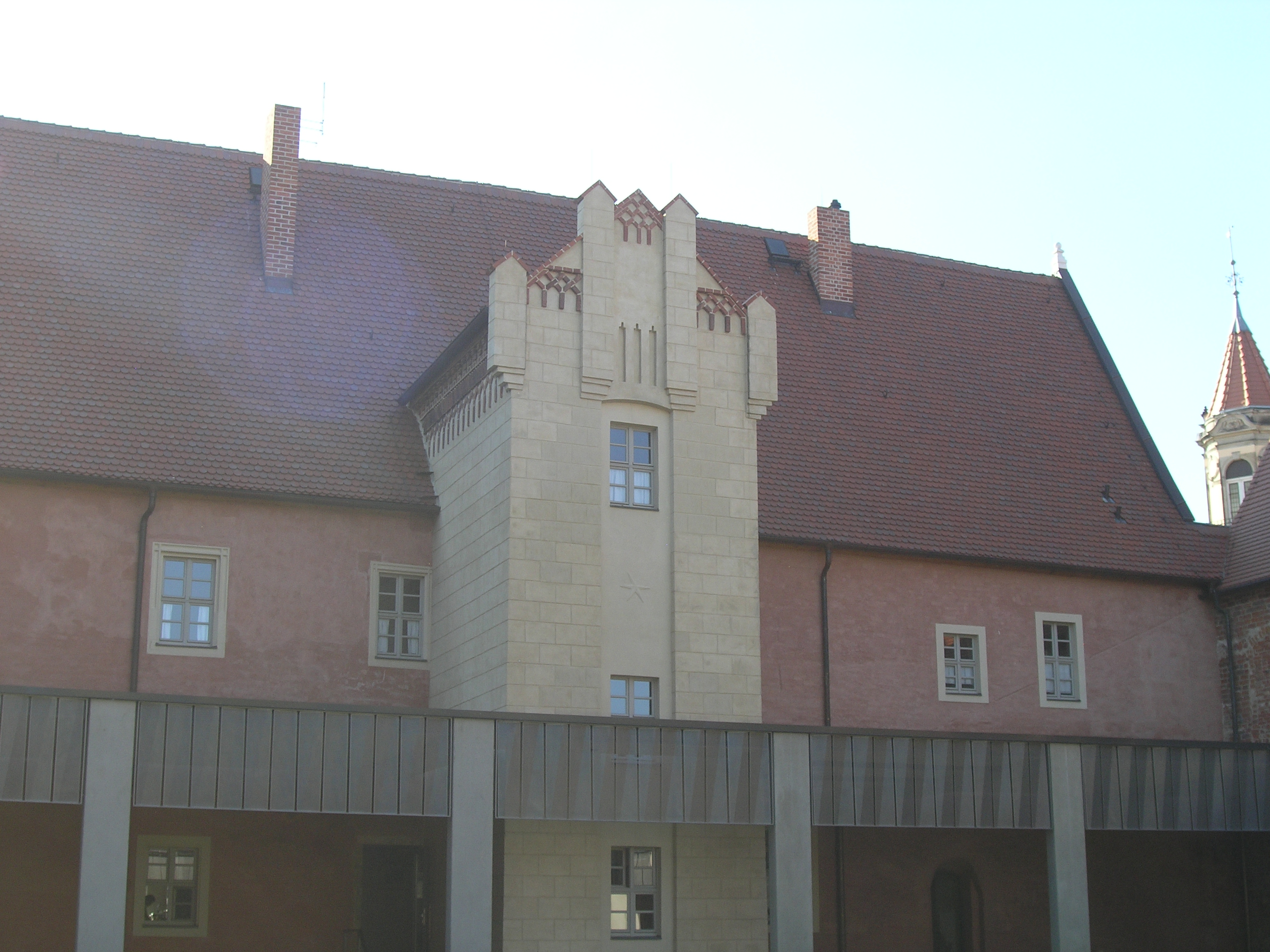
Дом настоятельницы монастыря